# Pin Bạc-Cadmi
Pin bạc-cadmium là loại pin sạc sử dụng kim loại cadmi làm cực âm, oxit bạc làm cực dương và chất điện phân gốc nước. Nó tạo ra khoảng 1,1 volt trên mỗi tế bào khi phóng điện và mật độ năng lượng riêng khoảng 40 watt/kg. Pin cadmium bạc cung cấp nhiều năng lượng hơn pin niken-cadmium có trọng lượng tương đương. Nó có tuổi thọ cao hơn tế bào bạc-kẽm, nhưng điện áp đầu cuối thấp hơn và mật độ năng lượng thấp hơn.Tuy nhiên, giá bạc cao và độc tính của cadmi đã hạn chế ứng dụng của nó.
Pin cadmium bạc đầu tiên được phát triển bởi Waldemar Jungner vào khoảng năm 1900, ông đã sử dụng chúng trong một chiếc ô tô điện trình diễn và công ty của ông đã sản xuất các tế bào này về mặt thương mại. Những tế bào ban đầu này có tuổi thọ ngắn và phải đến năm 1941, vật liệu phân cách cải tiến mới được sản xuất. được phát triển để ngăn chặn sự di chuyển của oxit bạc bên trong tế bào. Sự phát triển thương mại mới diễn ra trong những năm 1950, để tận dụng vòng đời tốt hơn của hệ thống bạc-cadmium so với bạc-kẽm. Giống như các hệ thống pin oxit bạc khác, pin bạc-cadmium có điện áp tương đối ổn định trong quá trình phóng điện. Tuy nhiên, hiệu suất tốc độ cao không tốt bằng pin bạc-kẽm. Để duy trì tuổi thọ hoạt động của tế bào, chúng có thể được vận chuyển ở trạng thái "khô" và người dùng cuối bổ sung chất điện phân ngay trước khi sử dụng.
Điện cực dương được làm bằng bột bạc thiêu kết dán trên lưới bạc làm bộ thu dòng điện; oxit bạc có thể được hình thành trong một quá trình riêng biệt hoặc có thể được hình thành trong lần sạc pin đầu tiên. Điện cực âm cadmium được tạo thành từ một lưới dán. Chất điện giải là dung dịch kali hydroxit trong nước. Các tế bào được cung cấp nắp thông hơi để ngăn phản ứng của chất điện phân với carbon dioxide trong không khí. Về mặt lý thuyết, cần khoảng 2 gam bạc cho mỗi ampe giờ công suất, nhưng các tế bào thực tế cần từ 3 đến 3,5 gam. Do điện áp sạc cao hơn điện áp phóng điện nên hiệu suất watt/giờ của tế bào bạc-cadmium là khoảng 70%; hiệu suất ampe giờ là khoảng 98%. Phương pháp sạc thông thường được khuyến nghị là sạc dòng không đổi ở tốc độ 10 hoặc 20 giờ (khôi phục dung lượng của pin trong 10 hoặc 20 giờ) và cắt sạc ở mức 1,6 volt mỗi cell. Các tế bào được sản xuất thương mại có công suất từ 2 đến 2500 ampe giờ, nhưng thường được tùy chỉnh cho các mục đích sử dụng cụ thể.